# هارون ديل
هارون ديل (بالإنجليزية: Aaron Diehl)‏ هو عازف بيانو أمريكي، ولد في 22 سبتمبر 1985.

## وصلات خارجية
- الموقع الرسمي
- هارون ديل على موقع ميوزك برينز (الإنجليزية)
- هارون ديل على موقع أول ميوزيك (الإنجليزية)
- هارون ديل على موقع ديسكوغز (الإنجليزية)